# Helena Ranaldi

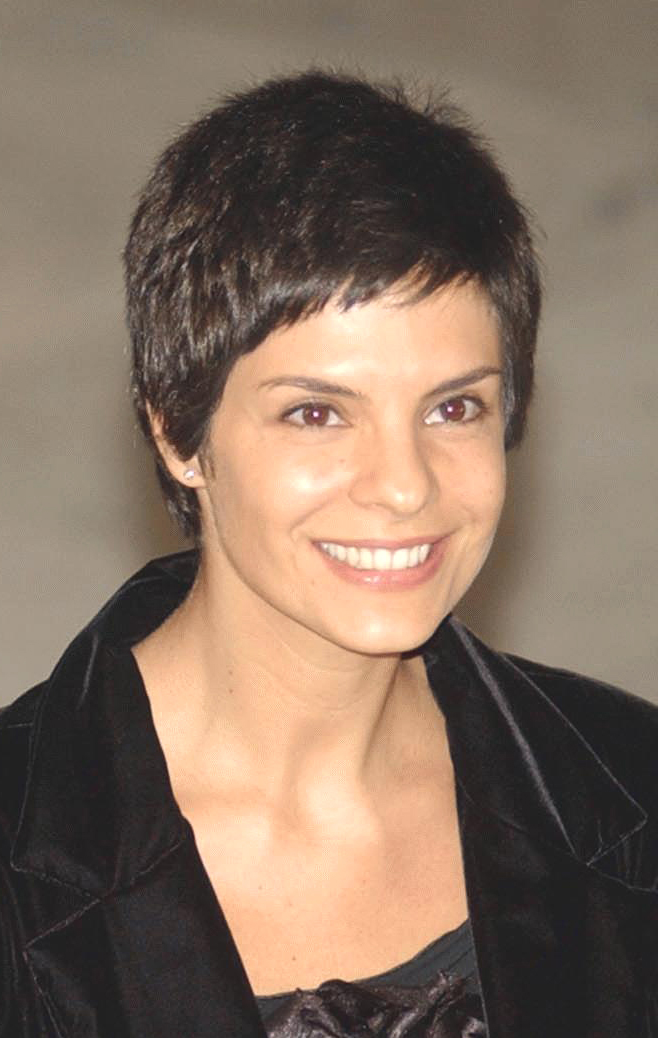
Helena Ranaldi

Helena Ranaldi Nogueira (n. 24 mai 1966) este o actriță braziliană.

## Viața personală
Actrita a fost casatorita cu directorul Ricardo Waddington, cu care a trait zece ani si a avut un fiu, Pedro. Cuplul separat în ianuarie 2004. Cuplul are o relație bună și motivul pretins pentru presă a fost uzura naturală a oricărei relații lungi.
Actrița este absolventă a Educației Fizice, dar nu a exercitat niciodată profesia

## Filmografie

### Televiziune
- 1990 - A História de Ana Raio e Zé Trovão.... Stefânia
- 1991 - Amazônia.... Andréa
- 1992 - Despedida de Solteiro.... Nina
- 1993 - Você Decide, A Sangue Frio
- 1993 - Terça Nobre Especial, Lucíola
- 1993 - Olho no Olho.... Malena
- 1994 - Você Decide, Copacabana
- 1994 - Quatro por Quatro.... Mércia / Suzana Sales
- 1995 - Você Decide, Paixão Bandida
- 1995 - Explode Coração.... Larissa
- 1996 - Fantástico ..... Apresentadora
- 1996 - Anjo de Mim.... Joana
- 1998 - Mulher.... Marília
- 1999 - Andando nas Nuvens.... Lídia Libion
- 2000 - Legături de familie.... Cíntia Martins
- 2001 - Presença de Anita.... Lúcia Helena Reis
- 2002 - Coração de Estudante.... Clara Gouveia
- 2003 - Femei îndrăgostite.... Raquel de Almeida Trindade
- 2004 - Um Só Coração.... Lídia Rosemberg
- 2004 - Stăpâna destinului.... Yara Steiner
- 2005 - Carga Pesada, Vem Dançar.... Vitória
- 2006 - Pagini de viață.... Márcia Fragoso Martins de Andrade Pinheiro
- 2008 - A Favorita.... Dedina Barreto
- 2010 - Malhação.... Tereza
- 2012 - Fina Estampa.... Chiara Passarelli[4]
- 2014 - Em Família.... Verônica[5]